# Kim Eun-mi
Dans ce nom coréen, le nom de famille, Kim, précède le nom personnel.
Kim Eun-mi, née le 17 décembre 1975, est une handballeuse internationale sud-coréenne.
Avec l'équipe de Corée du Sud, elle participe aux Jeux olympiques de 1996 où elle remporte la médaille d'argent et est élue dans l'équipe-type du tournoi.
En 1995, elle remporte le titre de championne du monde avec la Corée.

## Palmarès
- Jeux olympiques[1]
  -  Médaille d'argent aux Jeux olympiques de 1996 à Atlanta,  États-Unis
- Championnat du monde
  -  Médaille d'or au Championnat du monde 1995,  Autriche /  Hongrie
- Jeux asiatiques[1]
  -  Médaille d'or aux Jeux asiatiques de 1994 à Hiroshima
  -  Médaille d'or aux Jeux asiatiques de 1998 à Bangkok
- Championnats d'Asie
- Récompenses individuelles
  - Membre de l'équipe-type des Jeux olympiques de 1996